# Tricoadenoma
Il tricoadenoma è un tumore annessiale benigno con differenziazione verso l'infundibolo follicolare e la bozza pilifera (bulge).

## Epidemiologia
È un tumore raro che colpisce prevalentemente gli adulti senza differenza tra uomini e donne. In rari casi può essere congenito.

## Istologia
È costituito da gruppi di cisti con morfologia simile all'infundibolo follicolare localizzate nel derma superficiale. Esprime la cheratina 20.

## Clinica
Si presenta come un nodulo aspecifico da giallo a rosa, con superficie liscia, dal diametro di alcuni millimetri, solitamente al viso.

## Diagnosi
La diagnosi necessita di un esame istopatologico post-biopsia escissionale.

## Trattamento
La lesione viene solitamente rimossa tramite biopsia per confermare la diagnosi e per motivi estetici.

## Prognosi
La lesione è benigna.